# Nocturne no 20 de Chopin
Le Nocturne no 20 de Chopin en do dièse mineur, P 1 no 16, KKIVa/16 (surnommé Reminiscence ou Lento con gran espressione, « Lent avec une grande expression ») est un nocturne pour piano seul composé par Frédéric Chopin en 1830. Publié à titre posthume en 1870, c'est le vingtième de ses vingt-et-un Nocturnes. Dédié à sa sœur aînée Ludwika Chopin, il est un de ses chefs-d'œuvre.

## Histoire

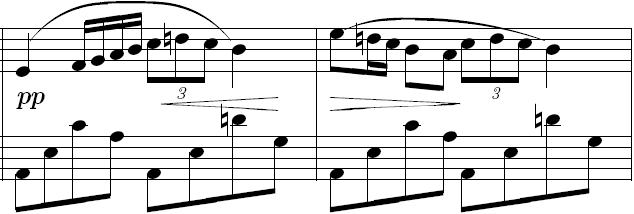
Un thème contrastant avec la première partie.

Chopin écrit ce nocturne lent, nostalgique, romantique et émouvant vers l'âge de dix-huit ans, alors qu'il est étudiant prodige à la Haute École de Musique de Varsovie, capitale de sa Pologne natale, avant de commencer l'étude de son second Concerto op. 21 de 1829, au moment de ses premiers sentiments amoureux non déclarés pour la jeune étudiante-cantatrice polonaise du conservatoire Konstancja Gladkowska, qu'il accompagne au piano « J'ai, peut-être pour mon malheur, trouvé mon idéal, je le vénère de toute mon âme. Il y a déjà six mois que j'en rêve chaque nuit et je ne lui ai pas encore adressé la parole ». Pour le musicologue André Boucourechliev « rien n'est plus révélateur de sa personnalité que cette passive contemplation amoureuse ». Chopin fuit alors l'invasion de sa Pologne natale par l'Empire russe du tsar Nicolas Ier, pour s'installer définitivement à Paris, où il devient rapidement un des plus importants pianistes virtuoses et compositeurs de musique classique de la période romantique du XIXe siècle (dont il est un des maîtres). Il termine et peaufine ce nocturne plus tard, à l'automne 1830, lors de son séjour à Vienne en Autriche, avant son arrivée à Paris. Il le dédie et l'envoie alors à sa sœur aînée Ludwika Chopin (sa professeur de composition, de piano, et confidente) avec la dédicace suivante : « À ma sœur Ludwika comme un exercice avant de commencer l'étude de mon second Concerto,. » Oublié, et publié pour la première fois en 1870, à titre posthume, plus de vingt ans après la disparition du compositeur, ce chef-d'œuvre est souvent appelé Lento con gran espressione (lent avec une grande expression), du fait de son tempo, ou encore « Reminiscence »,. 
La pièce est connue pour avoir été jouée par la pianiste concertiste polonaise Natalia Karp, survivante de la Shoah, pour l'anniversaire d'Amon Göth, commandant du camp de concentration de Płaszów de la Seconde Guerre mondiale, près de Cracovie, surnommé le « boucher d'Hitler ». Celui-ci fut si impressionné par sa performance qu'il épargna sa vie et celle de sa sœur. La pièce est reprise pour la musique du film Le Pianiste de 2002, de Roman Polanski, interprétée par le pianiste polonais Janusz Olejniczak.

## Structure musicale

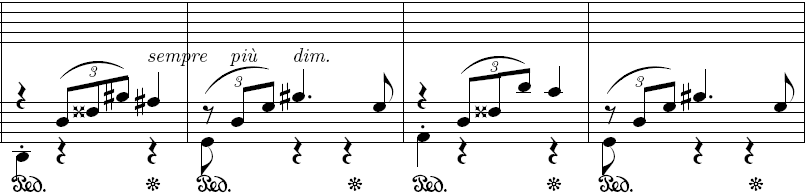
Le thème de la partie du milieu en 3/4.

La pièce est notée Lento con gran espressione. Après une introduction mélancolique et douce le thème principal débute à la cinquième mesure avec la main gauche jouant des arpèges en portamento liés à travers toute cette partie, conférant une qualité constante et obsédante à la musique. Le thème glisse alors vers un pianissimo rêveur à la mesure 21 avant de revenir au thème original à la mesure 47 pour terminer sur une tierce picarde. Le thème de la partie du milieu ressemble à celui du premier mouvement du second concerto pour piano de Chopin composé à la même époque.

## Cinéma, télévision, musique de film
Ce nocturne est joué dans le film Le Pianiste de Roman Polanski. Il est joué deux fois, jamais en entier, au début et à la fin du film par le protagoniste Władysław Szpilman, aux studios d'enregistrement de la radio à Varsovie, car c'est cet air qui a été joué pour la dernière fois avant l'invasion nazie et qui l'a été pour la première fois à la libération, avec l'hymne. Le nocturne est interprété dans le film par le pianiste polonais Janusz Olejniczak.
- 1997 : Le Pacificateur, de Mimi Leder, avec George Clooney et Nicole Kidman.
- 2002 : Le Pianiste de Roman Polanski, interprétée par Janusz Olejniczak.
- 2010 : Karaté Kid, de Harald Zwart, au violon.
- 2011 : The Killing, série télévisée, en introduction de l'épisode 4 de la saison 4.
- 2016 : Frantz, de François Ozon.